# Heidhausen (Essen)
Essen-Heidhausen ist ein südlicher Stadtteil der Stadt Essen.

## Geographie

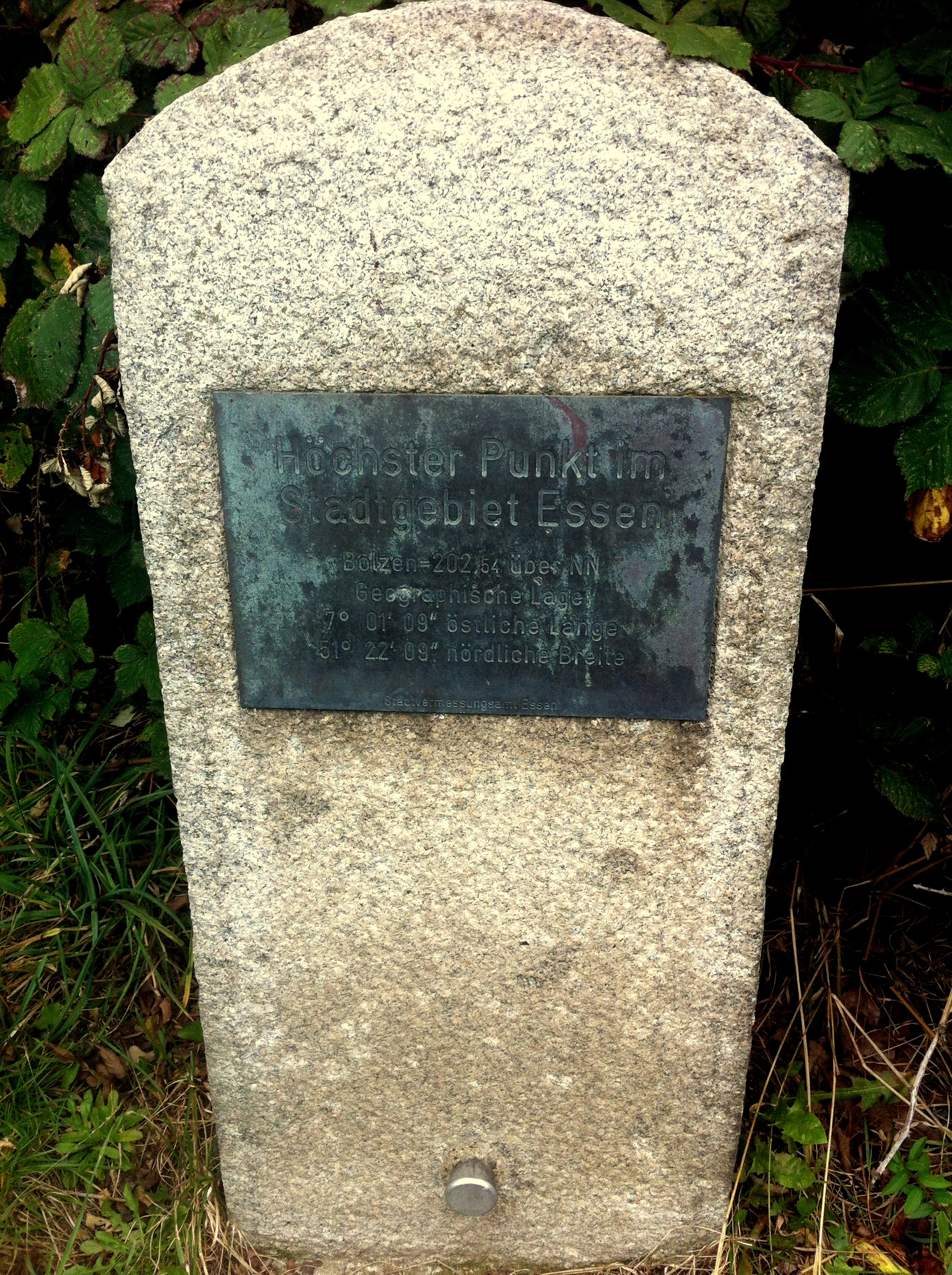
Hinweistafel der höchsten Erhebung Essens

In Heidhausen liegt mit 202,54 Metern ü. NN an der Preutenborbeckstraße der höchste Punkt der Stadt Essen.
Südlich des hauptsächlich über Wohnbebauung und landwirtschaftlich genutzte Flächen verfügenden Heidhausen befindet sich die Stadt Velbert, die schon zum Bergischen Land gehört. Im Westen schließen sich die Essener Stadtteile Kettwig, im Osten Kupferdreh und Fischlaken, sowie im Norden Werden an.

## Geschichte
Die Namensherkunft des Ortes Heidhausen leitet sich von der Heide ab, da hier durch Rodung und Urbarmachung ein Gelände niederen Bewuchses entstand, auf dem die damals wenigen Bewohner ihre Häuser errichteten.
Das heutige Heidhausen entstand aus den beiden alten Honnschaften Heidhausen und Holsterhausen (nicht zu verwechseln mit dem gleichnamigen heutigen Essener Stadtteil). In Heidhausen-Holsterhausen lebten die Holstetterhusen, die Wald für ihre Häuser gerodet hatten. Ihr Gebiet erstreckte sich bis zur Ruhr.
Das heutige Gebiet Heidhausens gehörte bis 1806 zum Herzogtum Berg und stand dabei unter Herrschaft der Abtei Werden. Teile des alten Oberhofs Barkhov (Bark von Berg), der die Abgaben der Bauern an Getreide in Scheunen lagerte, um den Bedarf der Abtei zu decken, sind noch vorhanden. Eigentümer war Schulte-Barkhov, der Träger der Gerichtsbarkeit für den gesamten abteilichen Herrschaftsbereich war. Der Oberhof Barkhov war allerdings nicht der größte Hof, da gab es unter anderen den größeren Hof Langenhorst. Weitere Höfe lagen teils in Gruppen oder einzeln verstreut in dem weiten Heidhauser Gebiet. Um 1815 fiel dieses an Preußen. Auf dem Barkhov lebte bis zu seinem 30. Lebensjahr der spätere Maler Theodor Mintrop als Knecht.
Das denkmalgeschützte ehemalige Rathaus am Heidhauser Platz wurde 1910/1911 durch den Architekten J. F. Happ errichtet und diente der Bürgermeisterei Werden-Land. Zur Bürgermeisterei Werden-Land gehörten die drei Gemeinden Byfang, Kupferdreh und Siebenhonnschaften. Nachdem seit 1896 Kupferdreh und Byfang eine eigene Bürgermeisterei bildeten, bestand die Bürgermeisterei Werden-Land nur noch aus der Gemeinde Siebenhonnschaften, zu der die alten Honnschaften Heidhausen, Fischlaken, Hamm, Holsterhausen und Klein-Umstand gehörten. 1929, bei Auflösung des Landkreises Essen, wurde der größte Teil der Gemeinde Siebenhonnschaften nach Essen eingemeindet, nur Klein-Umstand fiel an die Stadt Velbert.
Am Pastoratsberg in Heidhausen befinden sich die Reste eines karolingischer Ringwalls im 9.–11. Jahrhundert, in dem das Pfarrhaus St. Clemens lag. Dieses wurde als Fluchtort der umliegenden Gutshofbesitzer genutzt. Geweiht wurde St. Clemens am 1. Mai 957 dem Papst Clemens von Rom. Teile sind heute in der Schatzkammer der Abtei Werden zu besichtigen. Die Wallanlage, genannt Alteburg, ist heute denkmalgeschützt.
Seit dem späten Mittelalter wurde in Heidhausen Kohle tonnlägig, also nahezu ebenerdig, abgebaut, bis das Grundwasser einen weiteren Abbau unmöglich machte.
1785 wurde in Heidhausen eine Poststation mit Beherbergungsbetrieb erbaut. Dieses denkmalgeschützte Gebäude an der Heidhauser Straße, welches im 19. Jahrhundert erweitert wurde, wurde jahrzehntelang als Gaststätte genutzt, heute befindet es sich – mit Nebengebäuden – in Privatbesitz. Das alte Haus bildet zusammen mit dem Rathaus und dem Heidhauser Platz die Ortsmitte des früheren Werden-Land.
Am Pastoratsberg liegt ein jüdischer Friedhof mit Grabsteinen aus dem 19. und 20. Jahrhundert.

## Wappen

Wappen von Heidhausen

Blasonierung: „In Rot unter zwei balkenweise silbernen (weißen) Heidenkronen, besetzt mit grünen Steinen, ein silbernes (weißes) Haus mit schwarzem Fachwerk und silbernem (weißem) Tor.“
Das Wappen wurde von Kurt Schweder entworfen und hatte nie offiziellen Charakter. Ende der 1980er Jahre schuf der Heraldiker für alle Essener Stadtteile Wappen. Sie sind inzwischen von der Essener Bevölkerung gut angenommen worden.
Das Wappen ist ein sogenanntes „redendes Wappen“. Es zeigt eine sogenannte „Heidenkrone“ für „Heid-“ und ein Fachwerkhaus für „-hausen“ Die früheren Schreibweisen „Het(h)husen“ und sind Bezeichnungen für eine Ansiedlung in der Heide; gemeint war damit eine Fläche, die der gemeinschaftlichen Nutzung einer Bauerschaft diente.

## Bevölkerung
Am 31. März 2025 lebten 6.769 Einwohner in Heidhausen.
Strukturdaten der Bevölkerung in Heidhausen (Stand: 31. März 2025):
- Bevölkerungsanteil der unter 18-Jährigen: 16,7 % (Essener Durchschnitt: 16,9 %)[6]
- Bevölkerungsanteil der mindestens 65-Jährigen: 27,3 % (Essener Durchschnitt: 21,7 %)[7]
- Ausländeranteil: 6,9 % (Essener Durchschnitt: 20,6 %)[8]

## Infrastruktur
Das teils neogotische Kamillushaus aus Backstein wurde 1900/1901 nach Plänen von Peter Aßheuer gebaut. Josef Neumann war am Aufbau der Fachklinik für Suchtkrankenbehandlung im Kamillushaus beteiligt. Die Krankenhauskapelle im Südflügel, ursprünglich eine von Kamillianern errichtete Klosterkirche, war bis 2008 Pfarrkirche der eigenständigen Pfarrei St. Kamillus. Heute ist sie Gemeindekirche der Pfarrei St. Ludgerus in Werden. Sowohl das Kirchengebäude als auch die Altäre, Stühle und Beichtstühle sind im Originalzustand erhalten geblieben.
Die Ruhrlandklinik am Tüschener Weg ist das Westdeutsche Lungenzentrum, das seit dem 1. April 2009 eine Tochtergesellschaft des Universitätsklinikums Essen bildet. Die Klinik, die zunächst hauptsächlich Tuberkulose-Patienten versorgte, wurde 1902 als Lungenheilstätte Holsterhausen in der gleichnamigen ehemaligen Bauerschaft gegründet.
In Heidhausen ist das Bildungszentrum für die Entsorgungs- und Wasserwirtschaft (BEW) und der Sitz des Stifterverbandes für die deutsche Wissenschaft e. V. ansässig.
Heidhausen verfügt über eine städtische Grundschule, die Schule an der Jacobsallee.
In der Feuer- und Rettungswache am Brakeler Wald sind die örtliche Freiwillige Feuerwehr und ein Rettungswagen der Essener Berufsfeuerwehr stationiert, von wo aus diese das Einsatzgebiet Großraum Werden in 24-stündiger Alarmbereitschaft anfahren.

### Verkehr
Da die Bundesstraße 224 mitten durch den Stadtteil führt, ist das Verkehrsaufkommen recht hoch. Der Schnellbus SB19 sowie die Buslinien 169, 180, 182/192, 190 und der Nachtexpress NE8 der Ruhrbahn verkehren in Heidhausen.
| Linie   | Verlauf | Takt (Mo–Fr)                                                                      | Betreiber                   |
| ------- | --- | --------------------------------------------------------------------------------- | --------------------------- |
| SB19    | Essen Hbf – Werdener Markt – Essen-Heidhausen – Velbert-Losenburg Kettwiger Str. – Velbert ZOB – Am Berg – Heiligenhaus Rathaus Fahrten, die am ZOB Velbert enden, werden als Linie SB66 bis Wuppertal Hbf durchgebunden.           | 30 min (Essen–Velbert) 60 min (Velbert–Heiligenhaus)                              | DB Rheinlandbus / Rheinbahn |
| 169     | Essen-Margarethenhöhe – Friedhof Bredeney – Bredeney – Werden – Werdener Markt – Heidhausen – Essen, Grenze Heidhausen – Velbert-Losenburg Kettwiger Str. – Velbert Unterstadt – Velbert ZOB                                        | 20 min (M’höhe–Bredeney) 10 min (Bredeney–Heidhausen) 20 min (Heidhausen–Velbert) | Ruhrbahn / Rheinbahn        |
| 180     | Kettwiger Markt – Kettwig – Schuirweg – Werden – Werdener Markt – Heidhausen Am Schwarzen – Hespertal – Dilldorf – Kupferdreh – Burgaltendorf Burgruine Verkehrt ab teilweise weiter Burgaltendorf als Linie 159 zur Schwimmbrücke. | 30 min                                                                            | Ruhrbahn                    |
| 182 192 | Quartierbus Werden (Ringlinie): Werden – Werdener Markt – Fischlaken – Am Schwarzen – Heidhauser Platz – Jugendherberge – Werden Verkehrt mit Kleinbussen; Linie 182 im Uhrzeigersinn, die Linie 192 gegen den Uhrzeigersinn        | 20 min                                                                            | Ruhrbahn                    |
| 190     | Quartierbus Werden: Werden – Werden Brücke – Papiermühle – Heidhausen, Ruhrlandklinik – Heidhauser Platz Linie verkehrt mit Kleinbussen                                                                                             | 60 min                                                                            | Ruhrbahn                    |
| NE8     | Essen Hbf – Philharmonie – Rüttenscheider Stern – Rüttenscheid Martinstraße – Florastraße – Bredeney – Werden – Werdener Markt – Essen-Heidhausen – Velbert-Losenburg Klinikum Niederberg – Birth – Am Berg – Velbert ZOB           | 60 min                                                                            | Ruhrbahn / Rheinbahn        |

### Sport
Heidhausen verfügte mit dem Sportplatz Am Volkswald über eine städtische Sportanlage, die 2013 stillgelegt wurde. Diese war neben der heutigen Sportanlage Im Löwental (Werden) die Heimat des Fußball-Bezirksligisten SC Werden-Heidhausen e. V., der Mitte der 1990er Jahre durch die Fusion der beiden Vereine ASV Werden und SC Heidhausen entstand. Der Verein stellt neben der Bezirksliga-Mannschaft noch drei weitere Herren-Senioren-Teams sowie eine Damen-Mannschaft. Der Verein wurde im Mai 2006 vom Fußballverband Niederrhein und von der Sepp-Herberger-Stiftung des DFB für herausragende Jugendarbeit (zahlreiche Mannschaften der G- bis A-Jugend) belobigt.
Heidhausen hat den einzigen 27-Loch-Golfplatz in Essen.

## Bilder

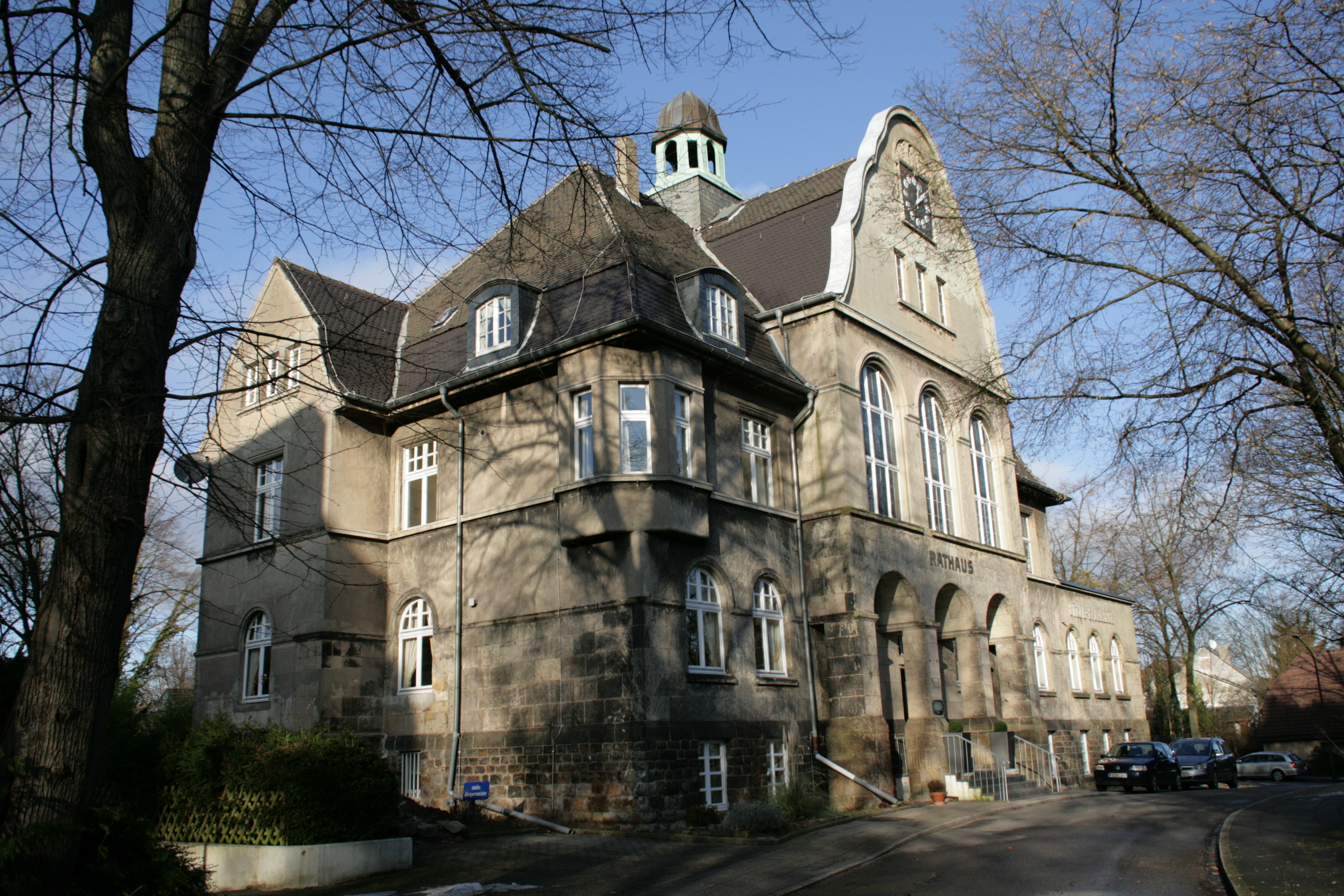
Heidhauser Rathaus
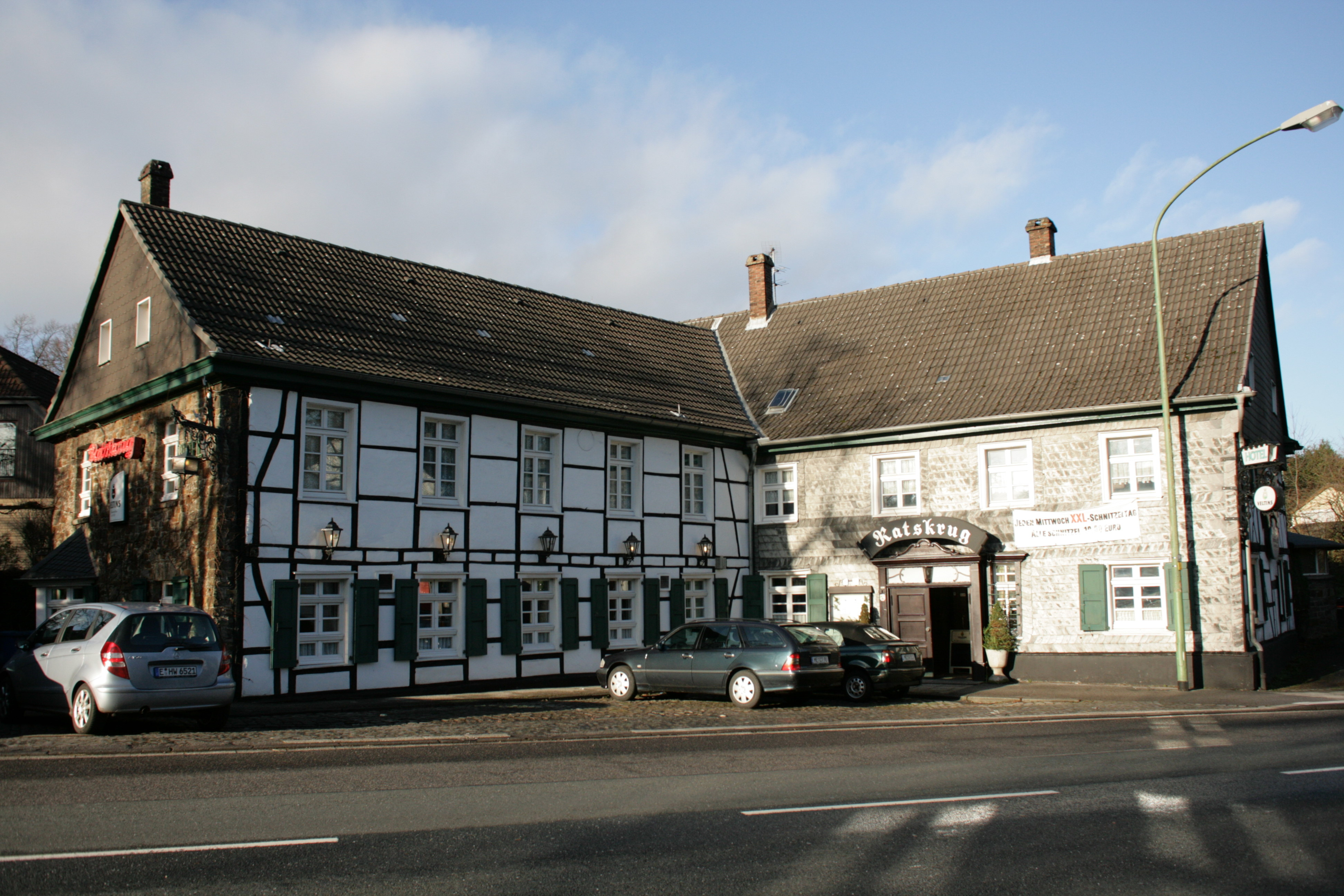
Gaststätte Ratskrug unter Denkmalschutz
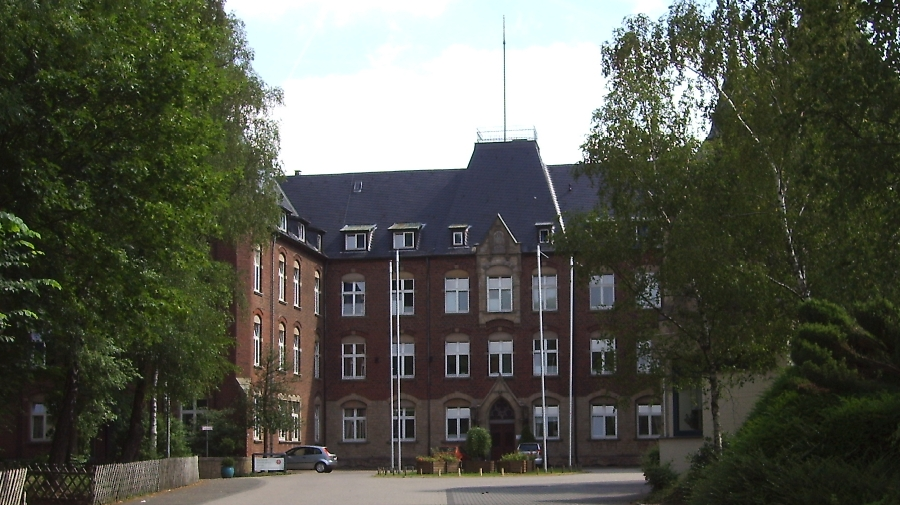
Fachklinik Kamillushaus
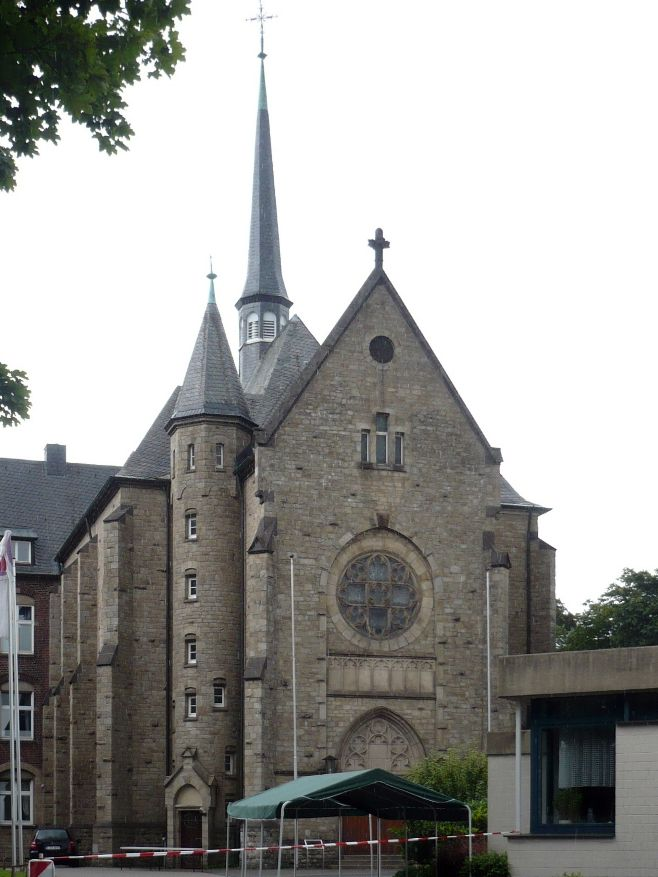
St.-Kamillus-Kirche
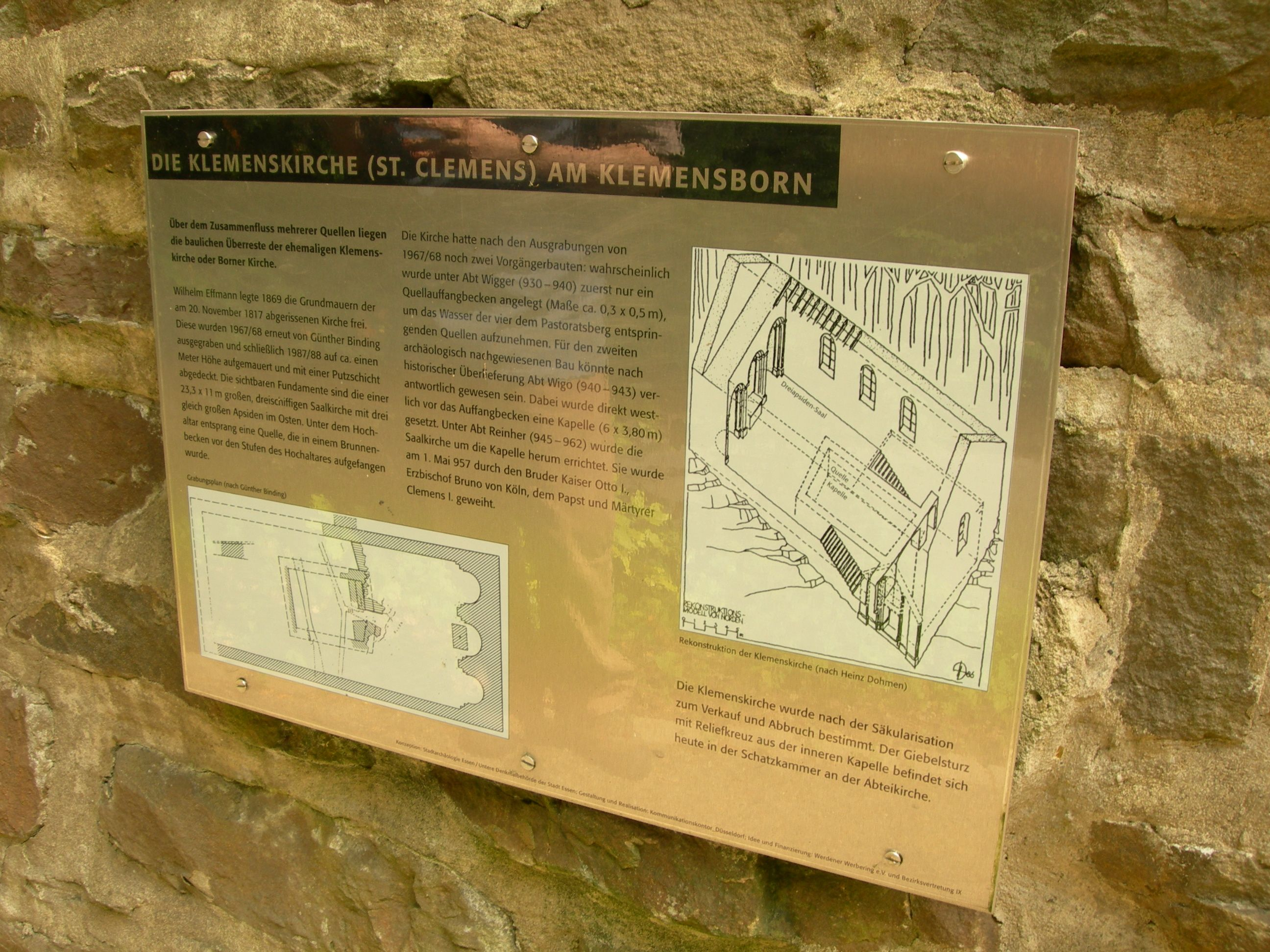
St. Clemens, Gedenktafel